# Сальская центральная больница
Сальская Центральная районная больница — основное медицинское учреждение обслуживающее население города Сальска и Сальского района Ростовской области. Корпуса центральной больницы расположены в городе Сальске по улицам Павлова, Кузнечной и Родниковой. Больница является одним из старейших лечебных учреждений на территории Ростовской области.

## История
Сальская центральная районная больница была организована в городе Сальске в 1928 году. Большую помощь в строительстве больницы оказал командир Первой Конной Армии С. М. Будённый. По его ходатайству на эти цели было выделено более 2-х миллионов рублей. С момента постройки, городская больница находилась в ведении райздравотдела Сальского района. Количество коек в больнице составляло — 125.
В годы Великой Отечественной войны в корпусах больницы находились на излечении раненые бойцы красной Армии. Во время фашистской оккупации города Сальска, врачи больницы М. М. Скоробогатченко и М. Г. Дубинина, медицинские сёстры Е. Я. Скирда и Е. Ф. Маркина тайком лечили, укрывали советских солдат. Ими были спасены 267 человек.
Во время отступления гитлеровских войск (январь 1943 года) больничные корпуса были полностью разрушены.
После освобождения города Сальска и Сальского района от немецко-фашистских захватчиков лечебное учреждение города размещалось в здании бывшего Дома колхозника.
В 1956 году по решению Ростовского облисполкома было начато восстановление разрушенных и строительство новых лечебных корпусов.
С 1963 года Сальская городская центральная больница имела 16 зданий с полезной площадью 7.557 квадратных метров. Количество койко-мест увеличилось до 325.
Больница расширялась, начали работать врачебные кадры узких специальностей. К 1975 году число коек в городской центральной больнице возросло до 460.
В 1978 году было построено новое здание поликлиники для взрослых на 600 посещений в смену (с лифтами для пациентов и медперсонала).
В 1987 году построена стоматологическая поликлиника на 300 посещений в смену (г. Сальск, ул. Кузнечная 112) и шестиэтажный Акушерско-гинекологический корпус на 100 коек (ул. Кузнечная).
Сальская центральная больница помимо обслуживания городского населения города Сальска и сельского населения Сальского района, осуществляет консультационное обслуживание жителей Егорлыкского, Целинского, Пролетарского, Песчанокопского и Орловского районов Ростовской области.
С 2005 года Сальская больница получила официальное наименование МБУЗ «Центральная районная больница» Сальского района.
С 2011 года Сальская центральная больница является межтерриториальным лечебным центром на юго-востоке Ростовской области, оказывающим медицинскую помощь более чем 180-тысячному населению. В больнице работают свыше 1400 сотрудников, из них врачей — 173.
В 2021 году на базе Сальской центральной больницы открыт межрайонный высокотехнологичный сосудистый центр для оказания медицинской помощи больным сердечно-сосудистыми заболеваниями, проживающими на территории города Сальска, а также Егорлыкского, Орловского, Песчанокопского, Пролетарского, Сальского и Целинского районов Ростовской области.
С ноября 2021 года больница получила статус областного медицинского лечебного учреждения с наименованием Государственное бюджетное учреждение Ростовской области «Центральная районная больница» в Сальском районе - сокращённое наименование ГБУ РО «ЦРБ» в Сальском районе.

## Структура медицинского учреждения

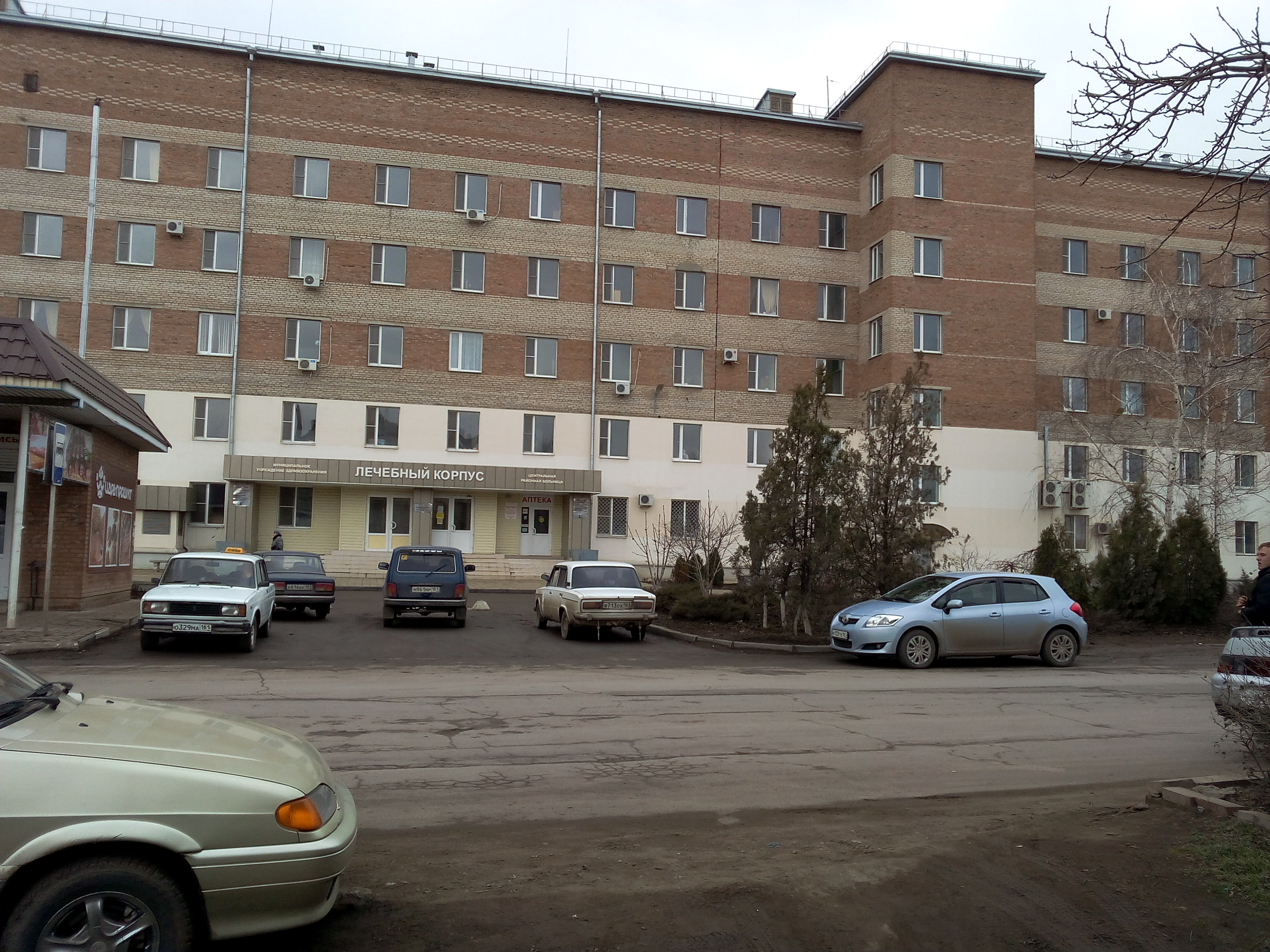
здание акушерского корпуса

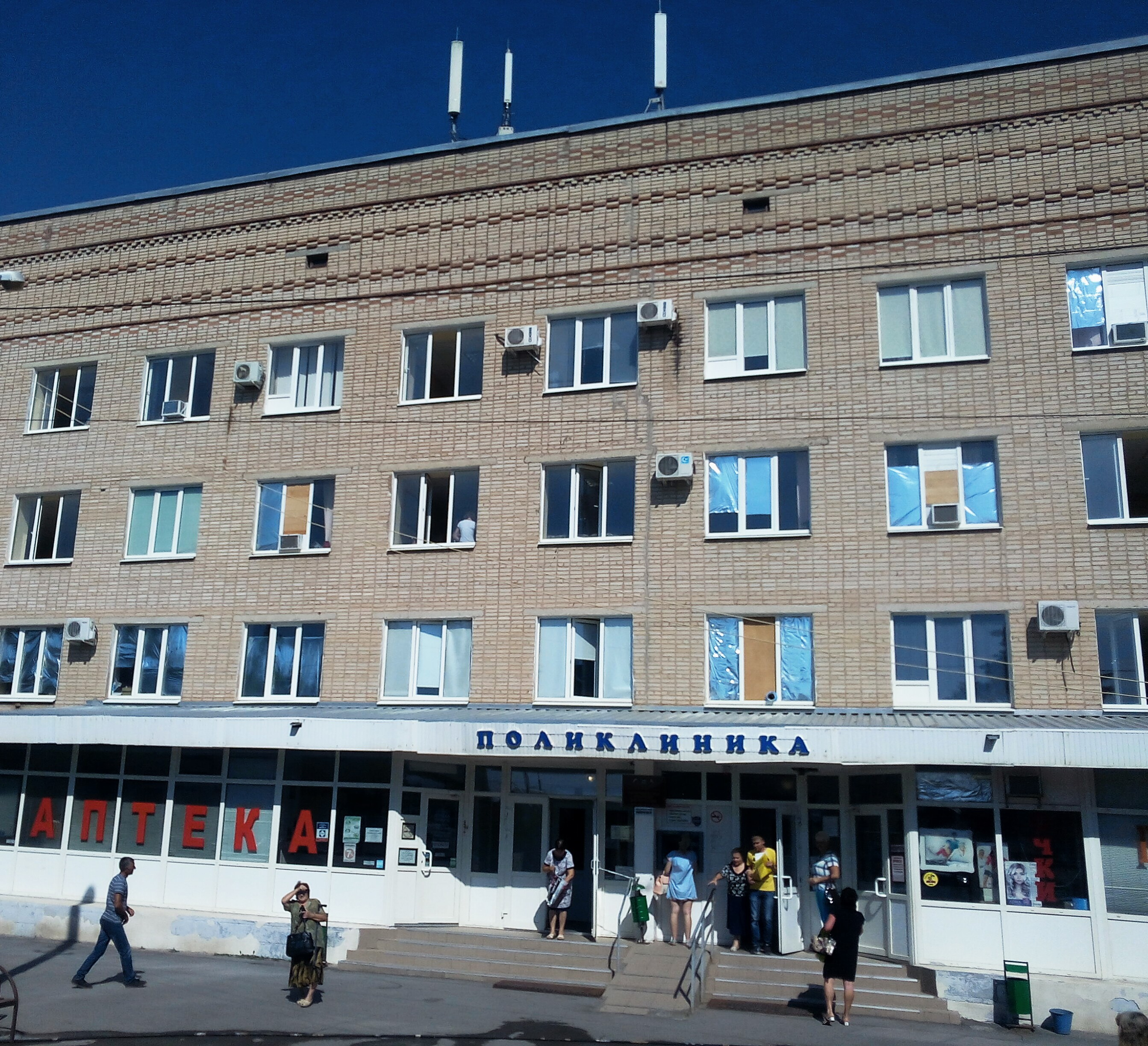
г. Сальск, центральная городская поликлиника

В настоящее время в структуре больницы имеется 575 коек, в том числе в головном медицинском учреждении:
- терапевтическое отделение (75 коек)
- кардиологическое отделение (35)
- хирургическое отделение (60)
- травматологическое отделение (25)
- инфекционное отделение (25)
- акушерское отделение (35)
- офтальмологическое отделение (20)
- педиатрическое отделение (25)
- неонатологическое отделение патологии новорожденных и недоношенных детей (15)
- гинекологическое отделение (35)
- неврологическое отделение (первичное сосудистое отделение) (70)
- оториноларингологическое отделение (25)
- отделение анастезиологии и реаниматологии (9).

В структуру ЦРБ входят также:
- поликлиническое отделение (центральная городская поликлиника для взрослых) на 800 посещений в смену (по адресу: г. Сальск, ул. Павлова,2 А),
- детская поликлиника на 400 посещений в смену с дневным стационаром на 10 коек (по адресу: г. Сальск, ул. Родниковая, 4/2),
- стоматологическое отделение (Стоматология) на 300 посещений в смену (по адресу: г. Сальск, ул. Кузнечная, 112),
- Гигантовская участковая больница с поликлиническим отделением (по адресу: Сальский район, пос. Гигант, ул. Куйбышева, д. 14),
- Сандатовская врачебная амбулатория (по адресу: Сальский район, с. Сандата, ул. Путилина,2),
- Екатериновская врачебная амбулатория (по адресу: Сальский район, с. Екатериновка, ул. Новостройки, 21),
- Ново-Егорлыкская врачебная амбулатория (по адресу: Сальский район, с. Новый Егорлык, ул. Советская, 1-а),
- Юловская врачебная амбулатория (по адресу: Сальский район, пос. Юловский, ул. Мечникова, 2),
- 14 фельдшерско-акушерских пунктов (ФАП)
- 23 фельдшерских здравпунктов (ФЗП).

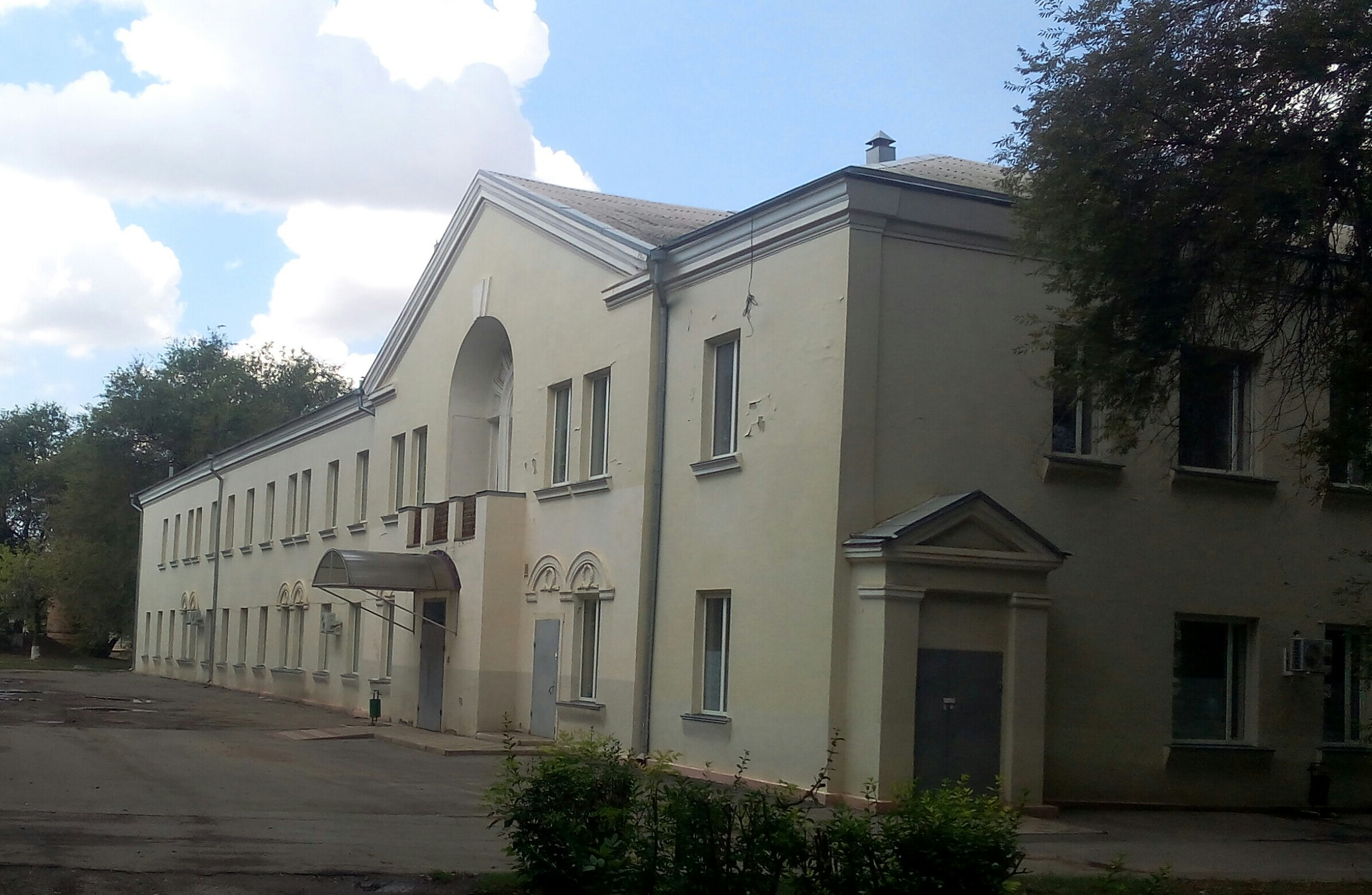
г. Сальск, неврологическое отделение

В ЦРБ имеется отделение скорой медицинской помощи, располагающей 7 круглосуточными врачебными, фельдшерскими и специализированными бригадами в том числе: четыре на базе центральной районной больницы, одна на базе Гигантовской участковой больницы, одна на базе Сандатовской амбулатории и одна на базе Ново-Егорлыкской амбулатории.

## Знаменитые врачи Сальской больницы
- Гимбут Виталий Станиславович, заслуженный врач РСФСР, ветеран Великой Отечественной войны, акушер-гинеколог Сальской центральной больницы.
- Гимбут Олег Витальевич, уроженец г. Сальска, Заслуженный   врач  Российской   Федерации. В период с 1973 по 1981 годы работал врачом ординатором-гинекологом Сальской центральной больницы. Позже работал в городской больнице № 20 города Ростов-на-Дону, где возглавлял гинекологическое отделение, а с 1986 стал главным врачом этой больницы. В 1995 году указом Президента Российской Федерации ему было присвоено Почетное звание «Заслуженный врач Российской Федерации». Научные работы: «Современные проблемы акушерства и гинекологии», «Избранные проблемы акушерства и гинекологии»[6].
- Лапина Людмила Александровна, отличник здравоохранения Российской Федерации, врач-рентгенолог Сальской центральной больницы, ветеран Великой Отечественной войны. Награждена медалью «50 лет Победы в Великой Отечественной войне 1941—1945 гг.», медалью «60 лет Победы в Великой Отечественной войне 1941—1945 гг.», медалью «60 лет 1-й конной армии», медалью «80 лет Ростовской области», является Почетным гражданином города Сальска и Сальского района[7].
- Разин Пётр Семёнович, доктор медицинских наук, гвардии подполковник, ветеран и инвалид Великой Отечественной войны, ветеран педагогического труда и здравоохранения. Награждён орденами Отечественной войны I и II степени, Красной Звезды, Александра Невского, семнадцатью медалями, в том числе медалью «За отвагу». С 1978 года и до выхода на заслуженный отдых возглавлял патологоанатомическое отделение Сальской центральной городской больницы, являлся первым заведующим этим отделением[8].
- Разин Александр Петрович, уроженец г. Сальска, сын доктора П. С. Разина, кандидат медицинских наук, в 1996-99 г.г. — врач-патологоанатом Сальской центральной больницы, с 2000 г. — заведующий патологоанатомическим отделением (ПАО) этой же больницы, тогда же присвоена вторая квалификационная категория по специальности «патологическая анатомия», в 2005 г. — первая, в 2008 — высшая. Работая в Сальске, без обучения в ординатуре и/или аспирантуре, А. П. Разин выполнил и в 2002 г. успешно защитил диссертацию на соискание ученой степени кандидата медицинских наук, став первым и единственным практическим врачом больницы и региона, на местном материале выполнившим и защитившим кандидатскую диссертацию. В 2005 г. А. П. Разину присвоено ученое звание «Профессор Российской Академии Естествознания», он избран действительным членом Нью-Йоркской Академии Наук, в 2006 г. — Европейской Академии Естествознания (Лондон, Великобритания), в 2008 — членом Департамента Европейской Академии Естествознания в Республике Черногории, в 2012 — почетным доктором наук Международной Академии Естествознания. Заслуженный работник науки и образования.
- Чугунов Василий Фёдорович, врач-хирург высшей квалификационной категории, отличник здравоохранения Российской Федерации, ветеран труда. Бессменный заведующий хирургическим отделением Сальской центральной больницы на протяжении 28 лет[9].